# Лень Валентин Валентинович
Лень Валенти́н Валенти́нович (4 жовтня 1961 , Запоріжжя, Запорізька область, Українська РСР ) — український вчений-правознавець, кандидат юридичних наук, доцент, полковник міліції, майстер спорту СРСР.

## Біографія
Народився у Запоріжжі 4 жовтня 1961 року у робочій родині. Закінчив середню школу № 54 та технічне училище № 8. Під час проходження строкової військової служби на Чорноморському флоті ВМФ СРСР у 1980—1983 роках отримав звання майстра спорту СРСР з гребно-вітрильного багатобірря.
По завершенню строкової служби поступив на службу до правоохоронних органів, де працював до 2007 року. У 1984 році закінчив Запорізьку школу міліції з підготовки молодшого начскладу УВС Запорізького облвиконкому. Надалі, службу Валентин Лень поєднував з навчанням: так, у 1988 році він закінчив Дніпропетровську спеціальну середню школу МВС СРСР, у 1993 — Національну академію внутрішніх справ України. До 1996 року він займав різні посади в оперативних та слідчих підрозділах, згодом почав співпрацювати з навчальними закладами МВС України.
У 1996—2003 роках обіймав посаду викладача та старшого викладача кафедри кримінального права та кримінології Запорізького юридичного інституту МВС України. У 2003 році, після захисту дисертації на здобуття ступеня кандидата юридичних наук, обіймав посаду доцента вищевказаної кафедри. У 2004—2008 роках очолював кафедру кримінального права та кримінології Дніпропетровського державного університету внутрішніх справ. У 2005 році отримав звання доцента. Після отримання ступеню доктора філософії в галузі права у 2008 році працював заступником ректора з наукової роботи в Запорізькому юридичному інституті, підпорядкованому Дніпропетровському державному університету внутрішніх справ. З жовтня 2011 року по вересень 2023 року Валентин Лень був професором кафедри кримінального права та кримінології юридичного факультету Національного гірничого університету.

## Звання, нагороди, відзнаки
- 2006 — полковник міліції (звання отримано достроково);
- 1981 — майстер спорту СРСР з гребно—вітрильного багатобірря;
- 2003 — кандидат юридичних наук;
- 2005 — доцент;
- 2008 — доктор філософії з права.

### Нагороди
- державні (СРСР, України)
  - Орден «За особисту мужність» 1989
  - Медаль «Захиснику Вітчизни» 1999
- ювілейні (СРСР, України)
  - Ювілейна медаль «70 лет Вооружённых Сил СССР», 1989
  - Ювілейна медаль «50 років Перемоги у Великій Вітчизняній війні 1941—1945 рр.», 1995
  - Ювілейна медаль «60 років визволення України від фашистських загарбників», 2004
  - Ювілейна медаль «60 років Перемоги у Великій Вітчизняній війні 1941—1945 рр.», 2005
- відомчі (СРСР, України)
  - Медаль «За безупречную службу» 3 ст., 1991
  - Медаль «10 років МВС України», 2001
  - Медаль «За сумлінну службу» 2 ст.,2003
  - Медаль «За сумлінну службу» 1 ст., 2003
  - Медаль «15 років МВС України», 2006

### Відомчі відзнаки
- «60 лет Черноморскому флотскому экипажу», 1980
- «За поранення», 1999
- «За мужність та професіоналізм» 1 ст., 2002
- «За відзнаку в службі» 2 ст., 2004
- «За відзнаку в службі» 1 ст., 2005
- Кращий працівник МВС України, 2006
- «40 років ДДУВС», 2006
- Почесний знак МВС України, 2007
- Почесний знак прокуратури Запорізької області, 2011
- Срібна медаль Національного гірничого університету, 2016
- «50 років ДДУВС», 2016
- Срібна медаль Національного гірничого університету, 2018

## Науковий доробок
Валентин Лень є автором та співавтором понад 180 наукових, науково—практичних, навчальних та навчально—методичних праць, зокрема, 12 монографій. 45 наукових праць опубліковано у зарубіжних виданнях: в Білорусі, Болгарії, Великій Британії,Венесуелі, Казахстані, Молдові, ОАЕ, Польщі, Румунії, Росії, Чехії, Словенії. Під його керівництвом захищено чотири кандидатські дисертації.
Він також є членом Всеукраїнської асоціації кримінального права, Кримінологічної асоціації України, редакційної колегії рецензованого наукового журналу «Law. State. Technology» . Одночасно є заступником головного редактора міжнародного наукового журналу «Влада. Людина. Закон».

### Основні праці
- - Лень В. В. Осудність у кримінальному праві і законодавстві: Монограф. / Передм. д.ю.н., проф. Ю. М. Антоняна.  Д.: Дніпроп. держ. ун-т внутр. справ; Ліра ЛТД, 2008.  180 с.
  - Лень В. В., Книга М. М. Примусові заходи медичного характеру: історія, стан, тенденції : монографія. Запоріжжя: Дніпровський металург, 2010. 212 с.
  - Лень В. В., Книга М. М. Примусові заходи медичного характеру: цілі і підстави застосування : монографія. Запоріжжя : Дніпровський металург, 2011. 92с.
  - Лень В. В., Співробітники Запорізької міліції, нагороджені державними нагородами СРСР, України у 1958-2013роки: історико-правове дослідження: монографія. Запоріжжя : Дніпровський металург, 2013. 252с.
  - Лень В. В. Державні ордени, медалі СРСР та України: історико — правове дослідження: монографія.Запоріжжя: Дніпровський металург,2014. 303 с.
  - Лень В. В. Державні ордени, медалі СРСР та України: історико — правове дослідження: монографія. 2-ге вид. випр. і доп.  Запоріжжя: Дніпровський металург, 2016. 400 с.
  - Лень В.В. Хронологія нагороджень державними орденами СРСР: історико-правове дослідження: монографія. Запоріжжя: Дніпровський металург, 2018. 154с.
  - Гаркуша А.Г., Лень В.В. Побої і мордування у кримінальному праві та законодавстві: монографія. Дніпро: Видавець  Біла К.О., 2018. 124с.
  - Кубрак Р.М., Лень В.В. Кримінально-виконавча характеристика засуджених з психічними відхиленнями до позбавлення волі на певний  строк: монографія. Дніпро: Видавець Біла К.О., 2018. 272с.
  - Кубрак Р.М., Лень В.В. Засуджені з психічними відхиленнями до позбавлення волі на певний строк: стан, тенденції, перспективи: монографія. Дніпро: Видавець Біла К.О., 2019. 412с.
  - Лень В.В. Вбивство, самогубство, нещасний випадок, казус у деліктологічному вимірі - рід смерті і їх кримінально-правове значення для протидії та запобігання. Деліктологія:монографія. Під заг. ред. І.М.Копотуна, С.В.Пєткова, P.Polian. Куновіце: Академія ГУСПОЛ:2021, Т. 4. С.174-191.
  - Len V., Marshalek K. Gerontological age in the commission of criminal offenses against sexual freedom and sexual integrity: criminological and social significance. Deliktology: monograph. Under the general editorship of I. Kopotun, S. Petkov, P Polian. Kunovice: Akademie HUSPOL :2021, V.5. S. 329-353.
  - Кримінальне право. Особлива частина. Навчально-методичний посібник / Авт.кол.: А. С. Беніцький, В. П. Дробот, О. О. Дудоров, В. В. Лень та ін.: Відп.ред.канд.юр.н., доц. О. Ю. Кучер: МВС України, Луганський державний університет внутрішніх справ ім. Е. О. Дідоренка. Луганськ: РВВ ЛДУВС ім. Е. О. Дідоренка, 2008. 416 с.
  - Кримінальне право (Особлива частина): інтерактивні методи навчання: Навчально-методичний посібник / Авт.колектив: В. В. Лень, Г. Е. Болдарь, Е. О. Письменський, Ю. О. Старук, А. О. Данилевський / Відп.ред.д.юр.н., проф. О. О. Дудоров / МВС України, Луганський університет внутрішніх справ ім. Е. О. Дідоренка. Луганськ: РВВ ЛДУВС ім. Е. О. Дідоренка, 2009. 160 с.
  - Кваліфікація злочинів: Навчально-методичний посібник / В. В. Лень, Г.Є. Болдарь, М. К. Гнєтнєв, Г. М. Зеленов; МВС України, Луганський державний університет внутрішніх справ ім. Е. О. Дідоренка. Луганськ: РВВ-ЛДУВС ім. Е. О. Дідоренка, 2009. 256 с.
  - Кваліфікація злочинів: Навчальний посібник / За заг.редакцією О. О. Дудорова, Є.О. Письменського. К.: Істина, 2010. 430 с.
  - Запобігання злочинам, пов’язаним з незаконним використанням бюджетних коштів : наук.-практ. посіб. / В. В. Кулаков, В. В. Лень, С. С. Мірошниченко, В. М. Руфанова, О. О. Титаренко. Запоріжжя : Дніпровський металург, 2011. 289с.
  - Лень В. В. Науково-практичний коментар статей IV, XIV Розділів Загальної частини Кримінального кодексу України.  Запоріжжя: Дніпровський металург, 2010.  43 с.
  - Науковий потенціал: 15 років Запорізькому юридичному інституту Дніпропетровського державного університету внутрішніх справ: довідник / укл.: С. М. Алфьоров, В. В. Лень; за заг.ред. С. М. Алфьорова. Запоріжжя: Юридичний інститут ДДУВС, 2009. 126 c.
  - Заслужені юристи України на Запоріжжі: інформаційно — довідкове видання / укл.: В. В. Лень, О.І. Немченко; за заг. ред.. докт. юрид. наук., доц.. С. М. Алфьорова.  Запоріжжя: Кераміст, 2011.  76с.
  - Нариси життя і творчості українських та російських вчених-правників XVIII—XXI століть (спеціальність 12.00.08 — кримінальне право та кримінологія; кримінально-виконавче право): бібліографічно-довідкове видання/ автори-укладачі : В. В. Лень, О. І. Немченко, В. В. Шаблистий, Г. Є. Болдарь; за заг. ред. В. В. Леня.  Запоріжжя: Дніпровський металург, 2012.  352 с.